# Альберт Швейцер
Альберт Швейцер (рідше — Швайцер, нім. Albert Schweitzer; 14 січня 1875 — 4 вересня 1965) — німецький філософ, музикант, лютеранський богослов, лікар, місіонер, лауреат Нобелівської премії миру (1952) («За місіонерську діяльність»).

## Життєпис
Народився в 1875 році в Ельзасі, в добропорядній сім'ї. Вивчився на органіста, грав у храмах і писав музикознавчі праці на тему творчості Баха. У віці 30 років одружився з медсестрою, потім вивчився медицині у Страсбурзі. 26 березня 1913 року Альберт Швейцер разом із дружиною, яка закінчила курси медичних сестер, вирушив до Африки, в Габон. У невеличкому селищі Ламбарене на власні скромні кошти заснував лікарню. У роки Першої світової війни його разом з дружиною, як німецьких підданих, відправили у французькі табори. У 1918 році звільнили в обмін на французьких військовополонених.
У лютому 1924 року Швейцер повернувся в Африку, взявся за будівництво зруйнованої лікарні. З Європи прибуло кілька лікарів і медсестер, які працювали безоплатно. До 1927 року нова лікарня була побудована.
До кінця життя він приймав пацієнтів, будував лікарню і виступав із відозвами проти ядерних випробувань. Помер Альберт Швейцер 4 вересня 1965 року в Ламбарене.

## Благоговіння Швейцера перед життям
Швейцер — протестантський теолог і місіонер, який проповідував вихідний, з його точки зору принцип світогляду — «схиляння перед життям», який вважав цю ідею основою морального оновлення людства. Для природоохоронців особливо корисна його книга «Культура і етика», розділи «Етика благоговіння перед життям», «Культуротворяща енергія етики благоговіння перед життям», а також робота «Благоговіння перед життям, як основа етичного світо- і життєствердження».
Про свою долю Швейцер написав:
|  | У моєму житті небагато днів, які належали мені особисто, навіть годин, які я міг би присвятити моїй дружині та дитині. Але мені було відпущено також і багато благ. Благом було те, що я мав можливість працювати на службі милосердя; що моя робота була успішною; що я в достатку отримував від інших прихильність і доброту; що у мене були вірні помічники, які нерозривно пов'язали себе з моєю діяльністю; що я радів здоров'ю, яке дозволяло мені виконувати найвиснажливішу роботу; що я мав врівноважений характер і енергію, які проявляли себе спокійно і обачно; нарешті, що я вмів цінувати все те щастя, яке випало на мою долю, приймаючи його в той же час як благодіяння залишає мене боржником. |

Пропагуючи любов до всього живого, Швейцер висунув постулат — «Я є життя, яке хоче жити, я є життя серед життя, яке хоче жити», протиставляючи його положенню Рене Декарта «Я мислю, отже, я існую». Для нас, людей, життя священне, як таке. Священне воно і для всього іншого світу, який існує, і цінне саме по собі, як життя. «Етика є безмежна відповідальність за все, що живе».
Швейцер запитував:
|  | Що говорить етика благоговіння перед життям про відносини між людиною і творінням природи? Там, де я завдаю шкоду будь-якому життю, я повинен ясно усвідомлювати, наскільки це необхідно. Я не повинен робити нічого, крім неминучого, навіть найнезначнішого. |

Висунувши на перше місце принцип гуманності по відношенню до навколишнього життя, Швейцер звертався до духовних і моральних ідеалів людей:
|  | Ідея благоговіння перед життям виникає як реалістична відповідь на реалістичне питання про те, як людина і світ співвідносяться один з одним. Про світ людина знає тільки те, що все існуюче, як і вона сама, є проявом волі до життя... Єдино можливий спосіб надати сенс її існуванню полягає в тому, щоб підняти її природний зв'язок зі світом і зробити його духовним. |

Важливе значення в роботах А. Швейцера має їхня релігійна спрямованість. «Будь-яке духовне життя ми зустрічали тільки в межах природного життя. Для людини по-справжньому етичної будь-яке життя священне, включаючи і те, яке з людської точки зору перебуває, здавалося б, в нижній частині шкали цінностей». Філософ вважає, що по відношенню людини до тварини можна судити про рівень духовного і культурного розвитку даної людини. «Кожен з нас повинен йти своїм власним шляхом, але це повинен бути шлях людини, яка прагне допомагати в справі позбавлення від нещастя… Якщо знайдуться люди, які повстануть проти духу бездумності й завдяки своїм особистим якостям зуміють зробити ідеали етичного прогресу, які вони сповідують, дієвою силою, тоді почнеться духовна діяльність, яка буде достатньо сильною, щоб змінити розумовий і духовний стан людства».
Все своє життя Альберт Швейцер намагався бути зразком такого типу людей, вселяючи в серця людей любов до навколишнього світу. «Етика благоговіння перед життям — це етика любові, розширена до всесвітніх меж».
Не можна також не погодитися з іншою ідеєю науковця, що основною помилкою будь-якої (неекологічної) етики є те, що вона обмежена людськими взаєминами і не йде далі. На думку філософа, людина буде етичною тільки тоді, коли священним для неї стане не тільки її життя, але й життя всіх тварин і рослин. Звичайно, не можна заперечувати той факт, що в процесі життя одній істоті доводиться вбивати інші. Але це має відбуватися в умовах абсолютної необхідності. Тим більше не можна отримувати задоволення від смерті або страждань інших, нехай навіть самих незначних істот. Якщо ти забираєш чиєсь життя, то це повинно проходити через твій етичний фільтр. Умертвіння тварин, на думку філософа, має відбуватися у винятковому випадку «при істинній і реальній необхідності», а також за умови заподіяння мінімального болю. Швейцер стверджував, що людина зобов'язана робити стільки добра іншим істотам, «наскільки це можливо за будь-яких обставин».
Швейцер закликав допомогти будь-якому життю і не шкодити йому ні в чому. Закликав не питати, чи заслуговує життя цього і чи є воно цінністю. Життя для нього священне будь-яке. Він не рве листків з дерева, не зриває квітів, піклується, щоб не розчавити комах. Якщо влітку він працює при штучному освітленні, то тримає вікно закритим і сидить в задусі, щоб не сприяти загибелі нічних метеликів. Якщо він гуляє після дощу і бачить земляного хробака, який може висохнути на сонці, перш, ніж доповзе до своєї нори, то він підхоплює його і відносить в калюжу. «Коли я допомагаю цій комашці, я ніби полегшую провину всього людства за заподіяну їм шкоду», — казав філософ.
Альберт Швейцер вірив у потенціал етичної революції і добре розумів, що здійснити настільки фундаментальне інтелектуальне розширення етичних меж буде нелегко. Але настане час, і люди будуть дивуватися, чому вони довго не хотіли цього робити. На жаль, у своїй етичній теорії Швейцер не приділив уваги скелям, річкам, екосистемам, ділянкам дикої природи. Це за нього зробили інші, зокрема, батько екологічної етики Олдо Леопольд. З вчення Швейцера незрозуміло, чи потрібно благоговіти перед життям амеби так само, як і перед життям людини. Благоговіння до життя — це не правило, яке ми можемо застосовувати у специфічній ситуації. Це скоріше поняття, або навіть риса характеру, яка накладає на нас відповідальність за вчинки. Мораль Швейцера концентрується не так на питанні «Що робити?», а на питанні «Яким я маю бути?». На жаль, Швейцер не створив наукового захисту своєї філософії.
Варто також зазначити, що швейцеровський принцип благоговіння перед життям має стати одним з базових у заповідній справі. Як справедливо зазначив професор О. О. Нікольський, на території наших заповідників і національних парків цей принцип має бути зведений в абсолют.

## Швейцер у кіно
Альберт Швейцер є героєм 11 серії «Пригод Молодого Індіани Джонса» — «Оганга повелитель життів». (The Adventures of Young Indiana Jones: Oganga, the Giver and Taker of Life). Хоча зустріч з Індіаною Джонсом є вигаданою, та розповідь про діяльність Швайцера (так його називають в українському перекладі фільму) в Африці — правдива.

## Праці
- (рос.)Швейцер А., Культура и этика. — М.: Прогресс, 1973. — 340 с.
- (рос.)Швейцер А., Письма из Ламбаране. — М.: Наука, 1978. — 390 с.
- (рос.)Швейцер А., Благоговение перед жизнью как основа этического миро- и жизнеутверждения // Глобал. проблемы и общечеловеческие ценности. — М.: Прогресс, 1990. — С.328—350.
- (рос.)Швейцер А., Благоговение перед жизнью. — М.: Прогресс, 1992. — 573 с.
- (рос.)Швейцер А., Благоговение перед жизнью // Про Эко, спецвыпуск бюллетеня «Охрана дикой природы». — 1996. — № 11. — С.14.